# Murphys Estates
Murphys Estates és una concentració de població designada pel cens dels Estats Units a l'estat de Carolina del Sud. Segons el cens del 2000 tenia 1.518 habitants.

## Demografia
Segons el cens del 2000, Murphys Estates tenia 1.518 habitants, 534 habitatges i 410 famílies. La densitat de població era de 293,1 habitants/km².
Dels 534 habitatges en un 37,3% hi vivien nens de menys de 18 anys, en un 56,9% hi vivien parelles casades, en un 15,7% dones solteres, i en un 23,2% no eren unitats familiars. En el 20,8% dels habitatges hi vivien persones soles el 6,6% de les quals corresponia a persones de 65 anys o més que vivien soles. El nombre mitjà de persones vivint en cada habitatge era de 2,84 i el nombre mitjà de persones que vivien en cada família era de 3,31.
Per edats la població es repartia de la següent manera: un 28,2% tenia menys de 18 anys, un 8,3% entre 18 i 24, un 31,7% entre 25 i 44, un 24% de 45 a 60 i un 7,8% 65 anys o més.
L'edat mediana era de 34 anys. Per cada 100 dones de 18 o més anys hi havia 82,3 homes.
La renda mediana per habitatge era de 25.972 $ i la renda mediana per família de 26.528 $. Els homes tenien una renda mediana de 38.750 $ mentre que les dones 15.450 $. La renda per capita de la població era d'11.358 $. Entorn del 24,7% de les famílies i el 30,6% de la població estaven per davall del llindar de pobresa.

## Poblacions més properes
El següent diagrama mostra les poblacions més properes.